# Maraîche de Plex
Die Maraîche de Plex ist ein Naturschutzgebiet und ein Geotop in der Gemeinde Collonges im schweizerischen Kanton Wallis.
Die Landschaft ist als Moorgebiet von nationaler Bedeutung verzeichnet.

## Lage und Name
Das Areal liegt östlich der Ortschaft Collonges auf halber Höhe am Berghang unterhalb der Pointe de Bésery, eines Ausläufers des Dent-de-Morcles-Massivs. Es befindet sich auf 1250 Meter über Meer im südöstlichen Abschnitt der grossen Waldlichtung der Alp Plex, die eine Hangterrasse an der sonst sehr steilen, von hohen Felswänden geprägten Bergflanke einnimmt. Plex gehört als untere Weidestufe zur höher gelegenen Alp Au d’Arbignon. Die Örtlichkeit ist vom Talboden aus über eine lange, schmale Bergstrasse, die in den 1960er Jahren gebaut wurde, sowie über Fuss- und Wanderwege und Biketrails erreichbar.
Der frankoprovenzalische Flurname Plex bezeichnet ein umfriedetes Weidegebiet.
Die mundartliche Bezeichnung maraîche, die in der Westschweiz und in Savoyen in unterschiedlicher Schreibweise an zahlreichen Stellen nachgewiesen ist und im Oberwallis auch in eingedeutschter Form belegt ist, kommt von mittellateinisch marchesium für «Sumpfgebiet» und entspricht französischem marais.
Das etwa einen Hektar grosse Gelände des Schutzgebiets bildet eine flache Senke, die auf der Rückseite einer 25 Meter hohen Seitenmoräne des kaltzeitlichen Walliser Gletschers entstand. Diese Moräne schuf der Gletscher auf seiner rechten Flanke während eines späten Stadiums etwa 15'000 Jahre vor unserer Zeit. Sie stellt ein wertvolles Geotop dar und dient als Zeuge für die Rekonstruktion der Gletschergeschichte im Rhonetal.
Unterhalb von Maraîche de Plex liegt am bewaldeten Berghang eines der ehemaligen Anthrazitbergwerke, von welchen im 19. und 20. Jahrhundert die mächtigen, an der Bergflanke bei Plex angeschnittenen Kohlelagerstätten im Bergmassiv von Collonges und Dorénaz ausgebeutet wurden.

## Naturschutzgebiet
Der kantonale Naturschutzdienst informierte sich im Jahr 1989 bei einer Landschaftsbegehung mit Vertretern der Burgergemeinde von Collonges, der das Alpgebiet von Plex gehört, über die erhaltenswerte Naturlandschaft. Das Forschungsbüro für Gewässerökologie ETEC in Sitten dokumentierte deren biologischen Zustand. Ein ehemaliger Weiher war in den 1980er Jahren bereits verlandet und das Hochmoor von artfremden Pflanzen teilweise überwuchert. Mit finanzieller Hilfe des Kantons und des Bundes erfolgt seit 1992 die Pflege des Areals, das früher durch Weidegang und Drainage stark beeinträchtigt worden war.
Die Fläche der Maraîche de Plex wurde mit einer kantonalen Verordnung vom 22. März 1995 unter Schutz gestellt. Die Verordnung bezweckt die Erhaltung des Biotops, das Verbot einer wirtschaftlichen Nutzung des Areals und besonders von dessen Entwässerung, die kontrollierte Renaturierung des Hochmoors sowie die Information der Öffentlichkeit über die Bedeutung des Standorts.
Das Naturschutzgebiet Maraîche de Plex umfasst ein Hochmoor, das seit 1991 auf der schweizerischen Liste der Moore mit nationaler Bedeutung aufgeführt wird, und eine angrenzende Übergangs- und Pufferzone zwischen dem weidewirtschaftlich genutzten Alpareal von Plex und dem östlich anschliessenden Bergwald. Mitten in den feuchten Flächen liegen kleine offene Weiher oder Tümpel (französisch gouilles). Helmut Gams führte in den 1920er Jahren eine erste botanische Bestandsaufnahme am Berg oberhalb von Collonges durch.
Bis zum Jahr 2002 hatte die Gemeinde Collonges mit der Hilfe des regionalen Forstdienstes und der kantonalen Dienststelle für Wald und Landschaft den naturnahen Zustand des Schutzgebiets wieder hergestellt.